# Peter Dinklage
Peter Dinklage   (Morristown, 11 de juny de 1969) és un actor de cinema, televisió i teatre estatunidenc. Un dels papers que va ajudar-lo en la seva carrera cinematogràfica fou a la pel·lícula The Station Agent (2003), des d'aleshores ha treballat a pel·lícules com Elf, Underdog, Declareu-me culpable, Death at a Funeral i The Chronicles of Narnia: Prince Caspian. Des del 2011 treballa en la sèrie d'HBO Game of Thrones, que li ha fet guanyar un Premi Emmy i un Globus d'Or. Va néixer amb l'Acondroplàsia.

## Biografia
Dinklage va néixer a Morristown (Nova Jersey). És fill de Diane, una professora de música d'escola, i de John Carl Dinklage, un venedor d'assegurances. Va créixer a Mendham Downship (Nova Jersey). El 1987 va graduar-se a l'escola Delbarton de Morristown, on va començar a actuar, i el 1991 va graduar-se al col·legi Bennington (Vermont).

## Carrera cinematogràfica
El paper que definitivament va llançar la carrera de Dinklage fou a la premiada pel·lícula The Station Agent (2003), on feu de protagonista. Per aquell paper va rebre nominacions com a millor actor als Premis Independent Spirit i als Screen Actors Guild Awards. Aquell mateix any va participar en Tiptoes. Més abans ja va destacar en el seu paper de debut a Living in Oblivion (1995). A més a més, també havia treballat en produccions musicals de Broadway.
A Elf, Dinklage interpreta un pretensiós escriptor de contes infantils que pega el personatge d'en Will Ferrell després de ser insultat accidentalment. El 2005 protagonitzà la sèrie de ciència-ficció Threshold i treballà en la comèdia The Baxter com un extravagant organitzador de casaments. El 2006 va actuar en el drama juvenil de Sidney Lumet, Declareu-me culpable. També va fer de si mateix en un episodi de la sèrie d'HBO Entourage i va tenir un paper a 30 Rock.
Dinklage va tenir un paper en la pel·lícula britànica Death at a Funeral (2007). I el mateix any va fer de villà a Underdog.
Fou escollit pel director Andrew Adamson per al paper de Trumpkin en la pel·lícula The Chronicles of Narnia: Prince Caspian.
El 2009 Dinklage fou confirmat per interpretar el paper de Tyrion Lannister en l'adaptació d'HBO de la sèrie de fantasia èpica de l'autor estatunidenc George R. R. Martin, Game of Thrones. La sèrie de televisió va estrenar-se el 2011. Aquell mateix any va guanyar l'Emmy al millor actor secundari.
El 14 de febrer de 2013 el director de cinema Bryan Singer va anunciar la incorporació de Peter Dinklage a X-Men: Days of Future Past com a principal villà.

## Publicitat
L'estiu del 2017 Peter Dinklage va ser l'estrella internacional triada per protagonitzar “Mediterràniament”, la campanya publicitària de la marca cervecera Estrella Damm. L'actor es va traslladar a Sitges i a Lloret de Mar per al rodatge dels exteriors. El curt-metratge s'anomenava La vida nuestra i el dirigia Raúl Arévalo. Dinklage interpretava a l'investigador privat Chad Johnson, el qual guiava en les seves reflexions a l'Anton (Álvaro Cervantes), un jove que s'havia anat a viure a Àmsterdam per iniciar una nova vida professional deixant enrere la seva parella -la Cora (Ingrid García-Jonsson)- i un dels seus millors amics (Marcel Borràs). El fet d'haver de tornar a Barcelona per tancar la venda de la seva barca feia que l'Anton es replantegés la seva vida i es deixés assessorar per en Chad.

## Filmografia
Les seves pel·lícules més destacades són:

### Cinema
- Living in Oblivion (1995) - Tito
- Bullet (1996) - encarregat d'edifici
- Safe Men (1998) - Leflore
- Pigeonholed (1999) - Roy
- Never Again (2001) - Harry Appleton
- Human Nature (2001) - Frank
- 13 Moons (2002) - Binky
- Just a Kiss (2002) - Dink
- The Station Agent (2003) - Finbar McBride
- Tiptoes (2003) - Maurice
- Elf (2003) - Miles Finch
- 89 Seconds at Alcázar (2004) - Mari Barbola
- Jail Bait (2004) - Lindo
- Surviving Eden (2004) - Sterno
- The Baxter (2005) - Benson Hedges
- Escape Artists (2005) - Sr. Duff
- Lassie (2005) - Rowlie
- Fortunes (2005) - Mike Kirkwood
- The Limbo Room (2006) - Dusty Spitz
- Declareu-me culpable (2006) - Ben Klandis
- Little Fugitive (2006) - Sam Norton
- Penelope (2006) - Lemon
- Death at a Funeral (2007) - Peter
- Ascension Day (2007) - Brantly
- Underdog (2007) - Dr. Simon Barsinister
- The Chronicles of Narnia: Prince Caspian (2008) - Trumpkin
- Saint John of Las Vegas (2009) - Sr. Townsend
- Death at a Funeral (2010)
- I Love You Too (2010) - Charlie
- The Last Rites of Ransom Pride (2010) - nan
- Pete Smalls Is Dead (2010) - K. C.
- Death At A Funeral (2010) (Versió Nord-americana)
- A Little Bit of Heaven (2011) - Vinnie
- Ice Age 4: La formació dels continents (2012) - capità Gutt (veu)
- Knights of Badassdom (2012) - Hung
- X-Men: Days of Future Past (2014) - Bolivar Trask
- Low down (2014)
- A Case Of You (2014)
- L'home més enfadat de Brooklyn (2014)
- Pixels (2015)
- Taxi (2015)
- The Boss (2016)
- Three Christs (2017)
- Rememory (2017)
- I Think We Are Alone Now (2018)
- Three Billboards Outside (2018)
- The Avengers: Infinity War (2018) - Eitri
- Angry Birds 2: La pel·lícula (The Angry Birds Movie 2) (2019) - The Mighty Eagle (veu)
- American dreamer (2022)

### Televisió
- Seinfeld (un episodi, 1995) - veu telefònica de James
- The $treet (un episodi, 2001) - persona petita
- Third Watch (un episodi, 2002) - Drug Dealer
- I'm with Her (tres episodis, 2004) - Elliot Rosen
- Life As We Know It (dos episodis, 2005) - Dr. Belber
- Entourage (un episodi, 2005) - Ell mateix
- Operación Threshold (tretze episodis, 2005-2006) - Arthur Ramsey
- Ultra (2006)
- Testing Bob (2005) - Robinson Hart
- Nip/Tuck (set episodis, 2006) - Marlowe Sawyer
- 30 Rock (un episodi, 2009) - Stewart
- Game of Thrones (67 episodis, 2011-2019) - Tyrion Lannister

## Premis i nominacions

### Premis
- 2011. Primetime Emmy al millor actor secundari de sèrie dramàtica per Game of Thrones
- 2012. Globus d'Or al millor actor secundari de sèrie, minisèrie o telefilm per Game of Thrones

### Nominacions
- 2012. Primetime Emmy al millor actor secundari de sèrie dramàtica per Game of Thrones